# Прва инаугурација председника Двајта Д. Ајзенхауера
Прва инаугурација председника Двајта Д. Ајзенхауера као 34. председника Сједињених Америчких Држава одржана је у уторак, 20. јануара 1953. године, у Источном портику Капитола Сједињених Држава у Вашингтону, Дистрикт Колумбија. Била је то 42. инаугурација и обележила је почетак први мандат Двајта Д. Ајзенхауера као председника и Ричарда Никсона као потпредседника. Врховни судија Фред М. Винсон дао је председничку заклетву Ајзенхауеру. Потпредседничку заклетву Никсону је дао сенатор Вилијам Ноуленд.
Ајзенхауер је ставио руку на две Библије када је изговорио заклетву: Библија коју је користио Џорџ Вашингтон 1789. године, отворена за ИИ Чрониклес 7:14; и своју личну „Библију са Вест Поинта“, отворену за Псалам 33:12. После је читао своју молитву, уместо да је љубио Библију.